# Barbara Rustignoli
Barbara Rustignoli (16 ottobre 1984) è un'ostacolista e multiplista sammarinese.

## Record nazionali
- 100 metri ostacoli: 14"77 ( Nicosia, 6 giugno 2009)
- Salto in lungo: 5,69 m ( Nicosia, 4 giugno 2009)
- Getto del peso: 10,37 m ( Modena, 9 maggio 2009)
- Eptathlon: 4.713 p. ( Modena, 9–10 maggio 2009)

## Palmarès
| Anno | Manifestazione                   | Sede            | Evento           | Risultato | Prestazione | Note  |
| ---- | -------------------------------- | --------------- | ---------------- | --------- | ----------- | ----- |
| 2005 | Mondiali                         | Helsinki        | 100 m hs         | b         | 15"51       |       |
| 2006 | Europei                          | Göteborg        | 100 m hs         | 36ª (b)   | 16"05       |       |
| 2007 | Mondiali                         | Osaka           | 100 m            | b         | 13"33       |       |
| 2008 | Coppa Europa                     | Banská Bystrica | Salto in lungo   | 6ª        | 5,46 m      |       |
| 2009 | Giochi dei piccoli stati europei | Nicosia         | 100 m hs         | 5ª        | 14"77       |       |
| 2009 | Giochi dei piccoli stati europei | Nicosia         | Salto in lungo   | 6ª        | 5,69 m      |       |
| 2011 | Europei a squadre                | Reykjavík       | Lancio del disco | 13ª       | 26,72 m     | [ 1 ] |
| 2013 | Giochi dei piccoli stati europei | Lussemburgo     | 100 m hs         | Bronzo    | 14"84       |       |
| 2017 | Giochi dei piccoli stati europei | Serravalle      | 100 m hs         | 5ª        | 14"93       |       |